# Laterdale
Laterdale (ook wel Magdalon genoemd) was een kasteel in de Nederlandse stad Veere, provincie Zeeland. Er zijn geen zichtbare restanten van het kasteel bewaard gebleven.

## Naamgeving
De naam Magdalon verwijst vermoedelijk naar het gelijknamige legendarische kasteel van Maria Magdalena. De verklaring dat de naam zou verwijzen naar gravin Machteld, de echtgenote van de mogelijke bouwheer Floris IV, wordt als onwaarschijnlijk beschouwd.
De naam Laterdale is afkomstig van Paulus van Borsele, die door de Schotse koning met Lauderdale in het graafschap Berwickshire was beleend. Laterdale is een afgeleide van Lauderdale.

## Geschiedenis
In 1290 werd het huis Magdalon voor het eerst vermeld. Mogelijk was het kasteeltje al begin 13e eeuw gebouwd door graaf Floris IV en dus een grafelijk bezit. De familie Van Borselen was sinds 1280 beleend met Veere, maar waarschijnlijk zou Magdalon pas in 1346 in bezit van deze familie komen toen Wolfert III van Borselen met Veere werd beleend. 
In de tweede helft van de 15e eeuw schonk Hendrik II van Borsele het huis aan zijn buitenechtelijke zoon Paulus van Borsele, heer van Schellach en Laterdale en baljuw van Veere. Hij stierf in 1504 en liet het kasteeltje na aan zijn zoon Hendrik, die het op zijn beurt weer naliet aan zijn eigen zoon, eveneens Hendrik geheten. In 1533 erfde Philips van Borsele, zoon van de laatste Hendrik, het huis en zou er in 1547 ook komen te overlijden, waarna zijn broer Maximiliaan (†1576) het in eigendom kreeg.

### Stadhouders
In 1570 werd Laterdale bewoond door de graaf van Bossu, de Spaansgezinde stadhouder van Zeeland. Toen de Watergeuzen twee jaar later Veere bezetten werd Laterdale verbeurd verklaard. Omdat tijdens de inname van Veere het gasthuis voor arme kinderen en ouderen was verwoest, werd deze instelling voorlopig ondergebracht in het leegstaande Laterdale.
In 1587 verwierf prins Maurits het kasteeltje met de bedoeling het uit te bouwen tot een prinsenhof. Het plan is niet tot uitvoer gekomen maar hij heeft wel geruime tijd gewoond op Laterdale. De erfgenamen van Maximiliaan van Borsele vonden echter dat zij recht hadden op Laterdale en kregen het voor elkaar dat de Staten van Zeeland hen in 1600 erkenden als de rechtmatige eigenaren. Een brand in 1602 verwoestte Laterdale, waarna de erfgename niks meer van zich liet horen.
Uiteindelijk liet stadhouder Frederik-Hendrik de kasteelgrond in 1645 verkopen. Op de vrijgekomen grond vestigde zich onder andere brouwerij 'De witte lelie' van Jozias Nebbens. De laatste restanten van Laterdale werden in 1800 afgebroken.

## Beschrijving
Het is niet duidelijk hoe Laterdale er heeft uitgezien. Mogelijk was het oorspronkelijk een woontoren. Uit een boedelinventaris van 1592 komt naar voren dat Laterdale op dat moment een vooral 16e-eeuws gebouwencomplex was rondom één of meerdere binnenplaatsen. 
Tussen Laterdale en kasteel Zandenburg - beide in bezit van de familie Van Borsele - zou een onderaardse verbinding zijn geweest.
Aldegonde · Kasteel van Axel · Baarland · Baarsdorp · Barbestein · Biervliet · Bieweg · Blodenburg · Huis der Boede · Brijdorpe · Bruëlis · 't Burchtje · Burggravensteen · Buttinge · Coxijde · Crayenstein · Duinbeek · Duivelsberg · Ellewoutsdijk · Filippenburg · Geersdijk · Gistellis · Gravenhof · Slot Haamstede · Kasteel Hellenburg · Herkestein · Heuvelsweg · Hoge Huis · Ter Hooge · Hoogkamer · Kats · Kind van Trente · Kleverskerke · Kortgene · Kreke · Kruiningen · Laterdale · Lodijke · Maalstede (Hulst) · Maalstede (Kapelle) · Magdalon · Hof Ter Moere · Moermond · Te Mortiere · Muiden · Hof ter Nisse (Nisse) · Hof ter Nisse (Ossenisse) · Oostende · Oostende (Goes) · Oosterstein · Poelvoorde · Poortvliet · Popkensburg · De Pottere · Poucques · Pronkenburg · Ravenstein · Saeftingher Slot · Kasteel van Sint-Maartensdijk · Schengen · Sluis · Smallegange · Stavenisse · Tolhuis van Iersekeroord · Huus ter Tolne · Torenberg · Torenhoeve · Toren van Bourgondië · Troye · Valkenisse · Vinninghen · Vlissingen · Voorhoute · Waarde · Watervliet · Weldamme · Welland · Huis te Werf · Te Werve · Westenschouwen · Westhove · Westkerke · Windenburg · Zandenburg · Zwanenburg